# Émile Burnat
Émile Burnat (Vevey, 21 de octubre de 1828-Nantes, 31 de agosto de 1920) fue un botánico suizo.
Fue infatigable organizador de expediciones a la cuenca del Mediterráneo para identificar especímenes. Había comenzado a herborizar a la temprana edad de 16 años.
Trabajó en el Conservatorio y Jardín Botánico de Ginebra, donde fue fundador de un gran herbario y también donde legó su prestigiosa biblioteca de 3.000 volúmenes.

## Honores
En su honor se bautiza con su nombre al cultivar Saxífraga × burnatii (o Saxifraga Emile Burnat).

## Obra
- Flore des Alpes maritimes ou Catalogue raisonné des plantes qui croissent spontanément dans la chaîne des Alpes maritimes, etc. Vol. I-III, V, 1892-1915.
- Burnat E., A. Gremli. 1883. Catalogue raisonné des Hieracium des Alpes Maritimes, Genève et Bale.

- La abreviatura «Burnat» se emplea para indicar a Émile Burnat como autoridad en la descripción y clasificación científica de los vegetales.[1]